# Щербаков, Лев Михайлович
Лев Михайлович Щербаков — советский хозяйственный, государственный и политический деятель.

## Биография
Родился в 1930 году в Тамбове. Член КПСС.
С 1954 года — на хозяйственной, общественной и политической работе. В 1954—1990 годах — инженерный и руководящий работник в химической промышленности Тамбовской области, второй секретарь, первый секретарь Тамбовского горкома КПСС, слушатель Академии общественных наук при
ЦК КПСС, второй секретарь Тамбовского обкома КПСС.
Делегат XXV съезда КПСС и XIX партийной конференции.
Живёт в Тамбове.